# Premio Nórdico de la Academia Sueca
El Premio Nórdico de la Academia Sueca (en idioma sueco: Svenska Akademiens nordiska pris) es un premio literario que otorga a un escritor de los países nórdicos anualmente la Academia Sueca desde 1986 son unas 4000.000 coronas suecas y se conoce como el "pequeño Nobel" porque lo otorga la misma academia que el Premio Nobel.

## Galardonados

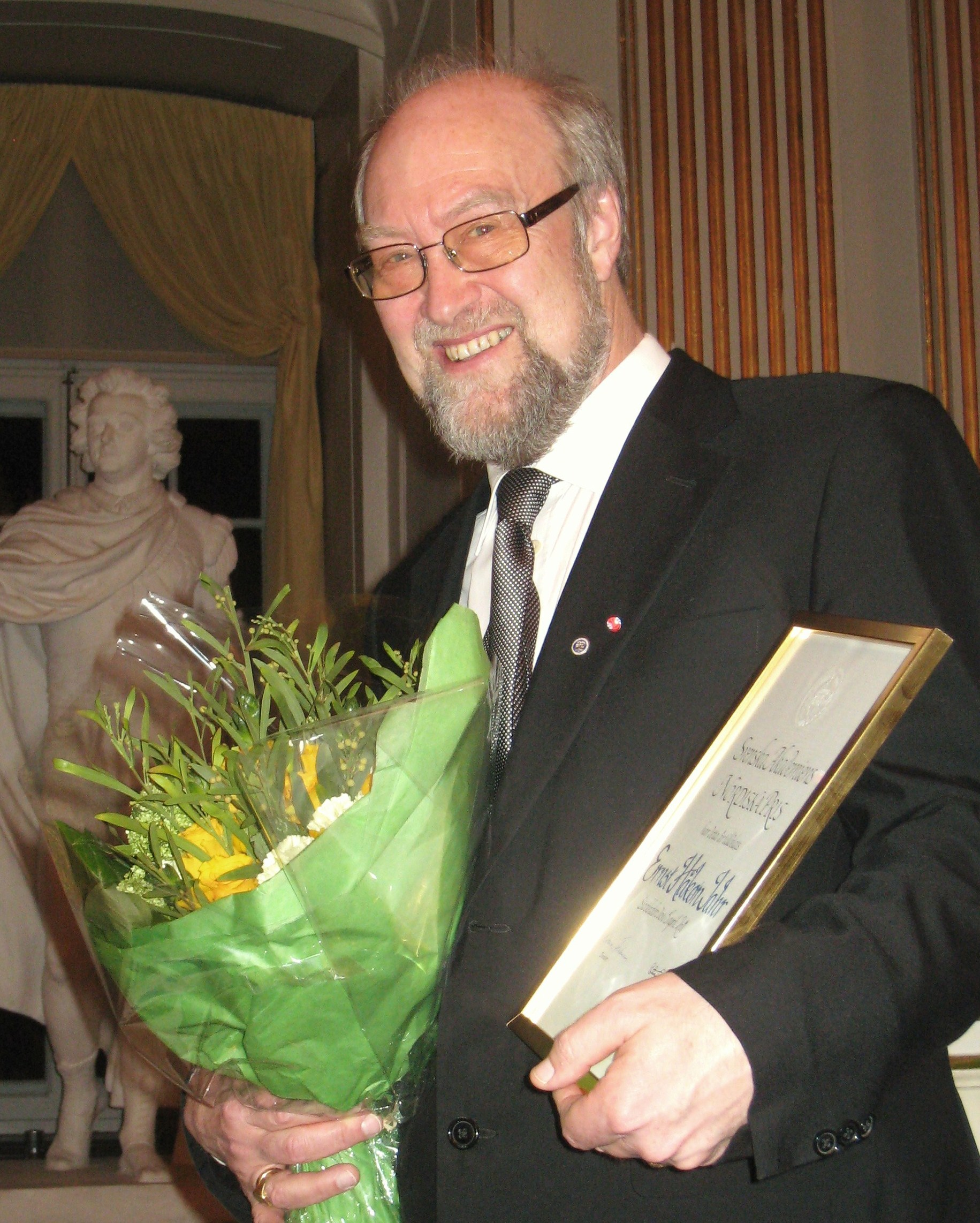
Ernst Håkon Jahr lo ganó en 2011

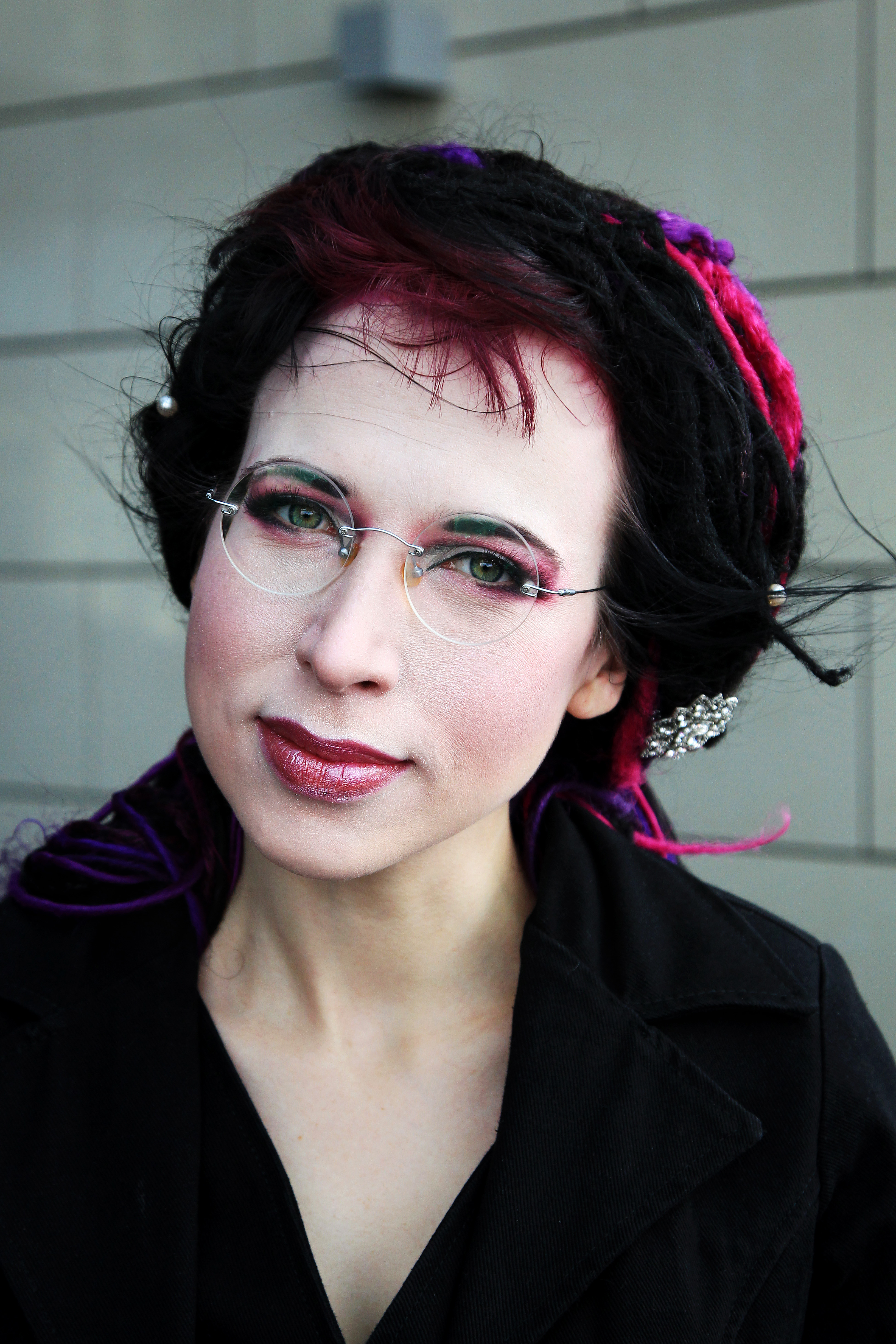
Sofi Oksanen, lo ganó en 2013

- 1986 Villy Sørensen
- 1987 William Heinesen
- 1988 Nils Erik Enkvist
- 1989 Rolf Jacobsen
- 1990 Henrik Nordbrandt
- 1991 Tomas Tranströmer
- 1992 Thor Vilhjálmsson
- 1993 Paavo Haavikko
- 1994 Inger Christensen
- 1995 Lars Ahlin
- 1996 Arne Næss
- 1997 Bo Carpelan
- 1998 Lars Forssell
- 1999 Klaus Rifbjerg
- 2000 Lars Huldén
- 2001 Willy Kyrklund
- 2002 Torben Brostrøm
- 2003 Lars Norén
- 2004 Guðbergur Bergsson
- 2005 Göran Sonnevi[2][3]
- 2006 Pia Tafdrup[4]
- 2007 Jon Fosse[5][6]
- 2008 Sven-Eric Liedman[7]
- 2009 Kjell Askildsen
- 2010 Per Olov Enquist
- 2011 Ernst Håkon Jahr
- 2012 Einar Már Guðmundsson[8]
- 2013 Sofi Oksanen
- 2014 Lars Gustafsson
- 2015 Thomas Bredsdorff[9]
- 2016 Monika Fagerholm
- 2017 Dag Solstad
- 2018 Agneta Pleijel[10]
- 2019 Karl Ove Knausgård[11]
- 2020 Rosa Liksom[12]
- 2021 Eldrid Lunden
- 2022 Naja Marie Aidt